# Константиновка (Иркутская область)
Константи́новка — деревня в Жигаловском районе Иркутской области России. Входит в состав Дальне-Закорского сельского поселения.

## География
Деревня находится на левом берегу реки Тыпта, на расстоянии примерно 27 км к юго-западу от рабочего посёлка Жигалово, административного центра района. Абсолютная высота — 449 м над уровнем моря.

## Население
| 2002 | 2010 | 2011 | 2012 |
| ---- | ---- | ---- | ---- |
| 211  | ↘177 | ↘176 | ↘170 |

### Половой состав
По данным Всероссийской переписи, в 2010 году численность населения деревни составляла 177 человек (90 мужчин и 87 женщина).

## Улицы
Уличная сеть деревни состоит из одной улицы (ул. Трактовая).

## Известные уроженцы
- Окладников, Алексей Павлович (1908—1981) — советский археолог. Доктор исторических наук. Академик АН СССР.